# Reece Ushijima
Reece Ushijima (Laguna Hills, 13 de janeiro de 2003) é um automobilista nipo-estadunidense.

## Carreira

### Campeonato Asiático de F3
No inverno de 2021, Ushijima competiu no Campeonato Asiático de F3 (atual Campeonato de Fórmula Regional Asiática) de 2021 com a equipe Hitech Grand Prix. Ele marcou 45 pontos e, com um quinto melhor resultado em corrida, terminou em décimo segundo na classificação geral do campeonato.

### Campeonato de Fórmula 3 da FIA
Ushijima participou dos testes de pós-temporada com a equipe Van Amersfoort Racing e foi confirmado para pilotar pela equipe sob uma licença britânica durante a temporada de 2022 do Campeonato de Fórmula 3 da FIA, fazendo parceria com Franco Colapinto e Rafael Villagómez.
No final da temporada, Ushijima participou do teste de pós-temporada com a equipe Hitech Grand Prix.

## Vida pessoal
A mãe de Ushijima é estadunidense; seu pai, que cresceu nos Estados Unidos, é japonês. Embora Ushijima tenha nascido na Califórnia, ele se mudou para o Japão ainda jovem e começou sua carreira no kart lá.